# Claudio Fava

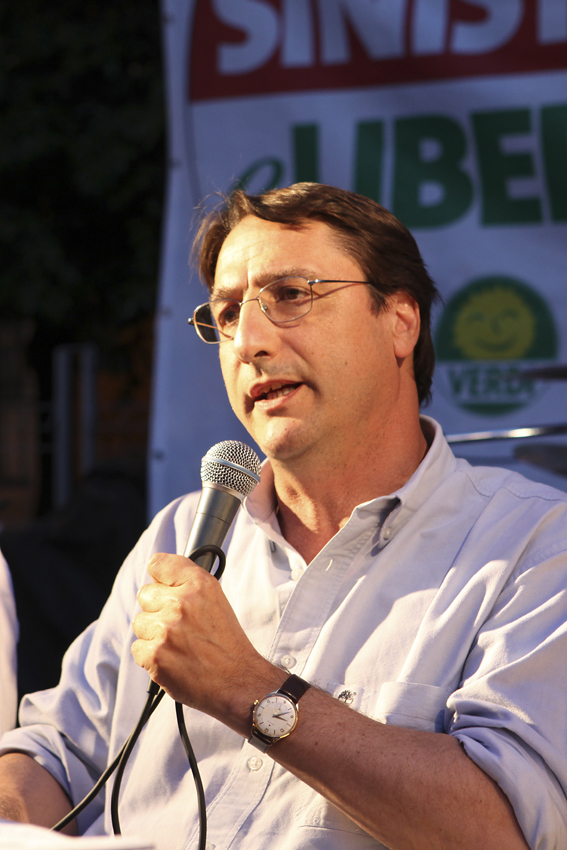
Claudio Fava (2009)

Giovanni Claudio Fava (* 15. April 1957 in Catania) ist ein italienischer Politiker, Journalist, Drehbuchautor und Mafiagegner. Von 1999 bis 2009 war er Mitglied des Europäischen Parlaments.

## Leben
Claudio Fava ist der Sohn des 1984 von der Mafia ermordeten Journalisten und Schriftstellers Giuseppe Fava und Bruder der Antimafia-Aktivistin Elena Fava. Er legte 1980 seinen Hochschulabschluss in Rechtswissenschaften ab und erhielt 1982 die Befähigung zur Ausübung des Journalistenberufs. Er arbeitet in diesem Beruf als Kriegsberichterstatter unter anderem im Libanon, in Kambodscha, El Salvador sowie Haiti. Er erhielt den Journalisten-Preis „Europa“ für eine Reportage über Somalia während des Falls des Siad Barre Regime.
Er ist Autor von mehreren Fachbüchern, die sich mit dem Thema Mafia beschäftigen. Zudem ist er Regisseur und Drehbuchautor bei mehreren Fernseh- und Filmproduktionen. Sein erstes größeres Projekt war 1984 die Regie für die TV-Serie „I Siciliani“, für die sein Vater den Anfang des Drehbuches geschrieben hatte.
Claudio Fava schrieb zusammen mit Monica Zapelli und Marco Tullio Giordana das Drehbuch zu dem im Jahr 2000 produzierten Film „100 Schritte“. Das Drehbuch wurde mit dem Silbernen Löwen bei den Internationalen Filmfestspielen von Venedig 2000 geehrt. Bereits 1994 wurde Claudio Fava mit der Fernsehreportage „Cinque delitti imperfetti“ über unaufgeklärte Mafia-Verbrechen überregional bekannt. 1998 erhielt er den Solinas-Preis für das Beste Drehbuch zu 100 Schritte (I cento passi).

## Politik
Fava beteiligte sich 1991 neben dem Bürgermeister von Palermo Leoluca Orlando an der Gründung der Anti-Mafia-Partei La Rete und wurde für diese im selben Jahr in die Regionalversammlung von Sizilien gewählt. Von 1992 bis 1994 war er Mitglied der Camera dei deputati (italienisches Abgeordnetenhaus). Fava trat 1994 aus La Rete aus und gehörte zu den Gründern der Kleinpartei Italia Democratica. 1999 wechselte er zu den Democratici di Sinistra (DS; Linksdemokraten) und fungierte anschließend bis 2001 als „Sekretär“ (d. h. Vorsitzender) dieser Partei in Sizilien. Zudem war er auf nationaler Ebene Mitglied des Parteivorstands.
Bei der Europawahl 1999 wurde er ins Europäische Parlament gewählt, dem er bis 2009 angehörte. Er war Mitglied der Fraktion der Sozialdemokratischen Partei Europas (SPE) sowie im Ausschuss für bürgerliche Freiheiten, Justiz und Inneres und in der Delegation für die Beziehungen zu den Ländern der Andengemeinschaft. Als die Democratici di Sinistra 2007 beschlossen, mit der eher zur Mitte tendierenden Partei La Margherita zur Partito Democratico zu fusionieren, gründete Fava mit weiteren Mitgliedern des linken Flügels der DS die Partei Sinistra Democratica (SD; Demokratische Linke). Dieser stand er anschließend als „Koordinator“ vor, bis sie 2009 mit weiteren Linksparteien zur Sinistra Ecologia Libertà (SEL) fusionierte. Im Jahr 2014 verließ Fava die SEL, 2017 trat er der Partei Articolo 1 bei.